# Cophonemobius buxtoni
Cophonemobius buxtoni är en insektsart som beskrevs av Lucien Chopard 1929. Cophonemobius buxtoni ingår i släktet Cophonemobius och familjen syrsor. Inga underarter finns listade i Catalogue of Life.